# Potosi (Missouri)
Potosi és una població dels Estats Units a l'estat de Missouri. Segons el cens del July 2008 tenia 2.698 habitants.

## Demografia
Segons el cens del 2000, Potosi tenia 2.662 habitants, 1.103 habitatges, i 677 famílies. La densitat de població era de 471,5 habitants per km².
Dels 1.103 habitatges en un 33,3% hi vivien nens de menys de 18 anys, en un 40,1% hi vivien parelles casades, en un 17,7% dones solteres, i en un 38,6% no eren unitats familiars. En el 35,7% dels habitatges hi vivien persones soles el 17,8% de les quals corresponia a persones de 65 anys o més que vivien soles. El nombre mitjà de persones vivint en cada habitatge era de 2,3 i el nombre mitjà de persones que vivien en cada família era de 2,97.
Per edats la població es repartia de la següent manera: un 26,7% tenia menys de 18 anys, un 9,2% entre 18 i 24, un 25,9% entre 25 i 44, un 20,2% de 45 a 60 i un 18% 65 anys o més.
L'edat mediana era de 36 anys. Per cada 100 dones de 18 o més anys hi havia 75,9 homes.
La renda mediana per habitatge era de 17.702 $ i la renda mediana per família de 23.958 $. Els homes tenien una renda mediana de 31.548 $ mentre que les dones 16.976 $. La renda per capita de la població era de 12.417 $. Entorn del 28,1% de les famílies i el 31,4% de la població estaven per davall del llindar de pobresa.

## Poblacions més properes
El següent diagrama mostra les poblacions més properes.